# KZ Gospić

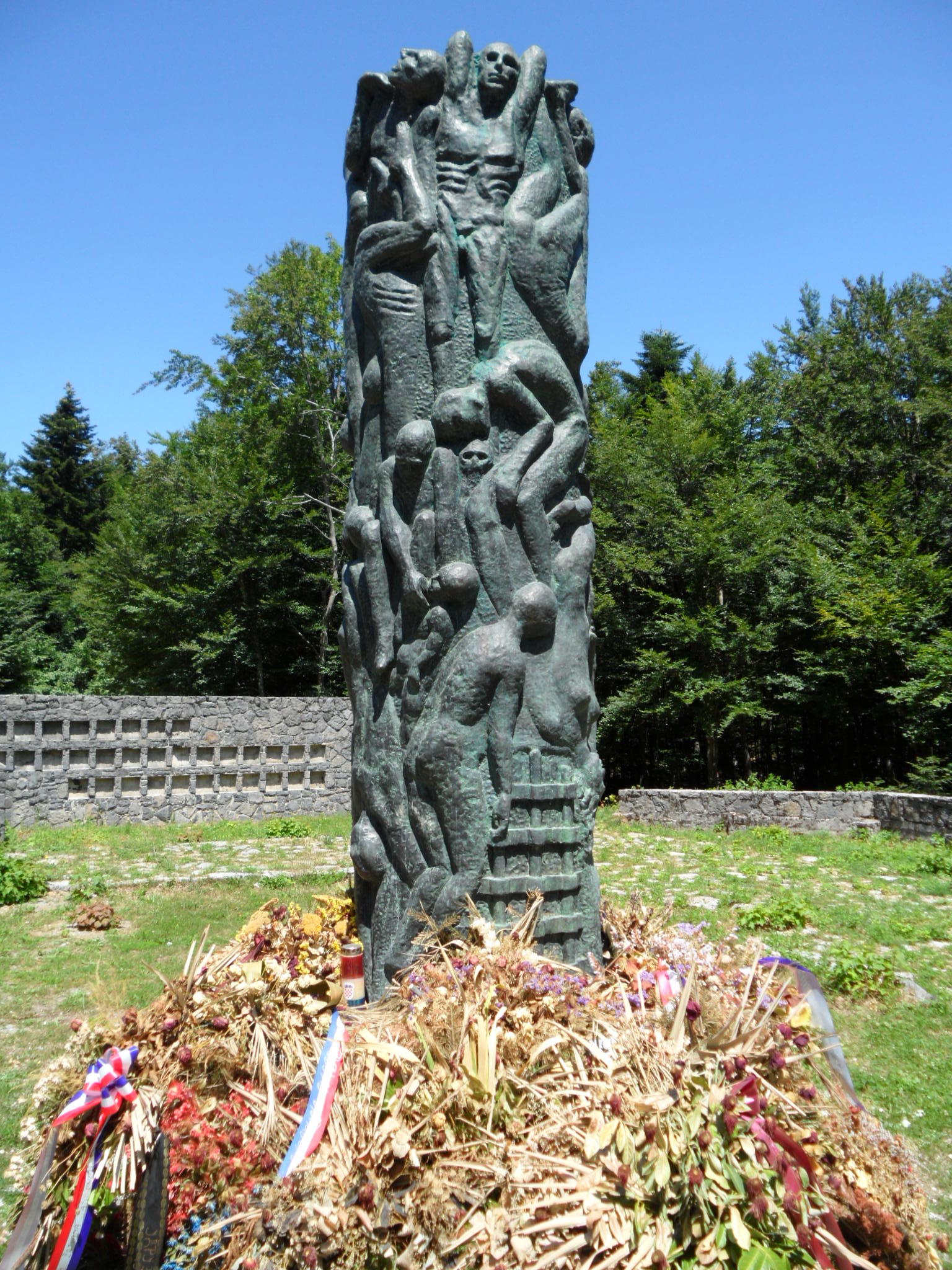
Denkmal bei Gospić zur Erinnerung an die Opfer

Das Konzentrationslager Gospić (kroatisch Sabirni logor Gospić; serbisch Koncentracioni logor Gospić, Концентрациони логор Госпић) war ein Konzentrationslager im damaligen faschistischen Unabhängigen Staat Kroatien (NDH). Das Lager wurde im Juni 1941 von den rechtsextremen Ustaša gegründet und befand sich in der Stadt Gospić. Die Internierten waren hauptsächlich Serben und Juden. Es waren bis zu 28.700 Menschen interniert. Eine genaue Zahl der dort Getöteten wird sich vermutlich nie feststellen lassen, weil es kaum Überlebende gibt und nur wenige schriftliche Quellen erhalten geblieben sind. Das KZ Gospić war Zentrum des Velebit-Pag-Lagerkomplexes, zu dem die KZ Jadovno, Slana und Metajna gehörten. 

## Geschichte
Anfang Juni 1941 begannen die Ustaša mit dem Aufbau eines Lagerkomplexes im Velebit-Gebirge und auf der Insel Pag. Die Abgeschiedenheit und Unwegsamkeit dieser Gegenden erschien ihnen ideal für die Errichtung von Lagern, um dort die Internierten systematisch zu töten. In Gospić, einer Stadt am Fuße des Gebirges, wurde ein Lager in einer ehemaligen Strafvollzugsanstalt errichtet, das schon bald erweitert wurde, da das Gefängnis überfüllt war. Aus diesem Lager wurden Gefangene in das KZ Jadovno und in die Lager Slana und Metajna auf der Insel Pag deportiert. Am 23. Juni 1941 erreichte eine erste Gruppe von 200 Zagreber Juden Gospić. Bereits zwei Tage später wurden die ersten nach Jadovno und Pag deportiert. Das Lager in Gospić blieb bis zu seiner Schließung am 23. August das Zentrum des Velebit-Pag-Komplexes. Serben, Juden, Roma und Oppositionelle aus allen Teilen des NDH-Staates sowie aus anderen KZs wie Danica und Kerestinec wurden dorthin gebracht. Alle Deportierten wurden namentlich erfasst, die Listen sind jedoch nicht erhalten geblieben, sondern wurden vermutlich vorsätzlich vernichtet. Nach den späteren Aussagen des KZ-Kommandanten Stjepan Rubinić waren auf dieser Liste 28.700 Menschen verzeichnet. Die meisten waren Serben und Juden, die brutal gefoltert und auf grausamste Weise ermordet wurden. Viele Gefangene wurden bereits auf dem Weg nach Jadovno ermordet und in Schluchten geworfen. Eine genaue Zahl der Toten wird sich vermutlich nie feststellen lassen, weil es kaum Überlebende gibt und nur wenige schriftliche Quellen erhalten geblieben sind. Erst 1956 wurde ein Denkmal zur Erinnerung an die Opfer errichtet.